# Кубок Естонії з футболу 2020—2021
Кубок Естонії з футболу 2020–2021 — 31-й розіграш кубкового футбольного турніру в Естонії. Титул вдесяте здобула ФКІ Левадія.

## Календар
| Раунд        | Дата                           | Матчі | Клуби   |
| ------------ | ------------------------------ | ----- | ------- |
| Перший раунд | 22 липня - 12 серпня 2020      | 23    | 87 → 64 |
| 1/32 фіналу  | 28 липня - 3 вересня 2020      | 32    | 64 → 32 |
| 1/16 фіналу  | 10 вересня - 12 листопада 2020 | 16    | 32 → 16 |
| 1/8 фіналу   | 20 жовтня 2020 - 23 січня 2021 | 8     | 16 → 8  |
| 1/4 фіналу   | 9-25 березня 2021              | 4     | 8 → 4   |
| 1/2 фіналу   | 11-12 травня 2021              | 2     | 4 → 2   |
| Фінал        | 22 травня 2021                 | 1     | 2 → 1   |

## 1/16 фіналу
| Команда 1               | Рахунок      | Команда 2                      |
| ----------------------- | ------------ | ------------------------------ |
| 10 вересня 2020         |              |                                |
| Рапламаа (4)            | 1:1 пен. 2:4 | Хелл Хант (5)                  |
| 16 вересня 2020         |              |                                |
| Козе (4)                | 0:8          | Тулевік                        |
| 23 вересня 2020         |              |                                |
| ФКІ Левадія             | 5:0          | Ретро (Ліллекюла) (5)          |
| 29 вересня 2020         |              |                                |
| Маарду (2)              | 5:3          | Кейла (3)                      |
| Велко (Тарту) (3)       | 1:6          | Курессааре                     |
| Компаній (Мяр'ямаа) (5) | 2:1          | Руморі Кальчо II (Таллінн) (5) |
| Імавере (5)             | 0:3          | Калев (Таллінн)                |
| 30 вересня 2020         |              |                                |
| Пайде                   | 13:0         | Покарр (Таллінн) (5)           |
| Легіон (Таллінн)        | 11:0         | Саку Спортинг (5)              |
| Тім Хелм (РЛ)           | 1:2          | Транс (Нарва)                  |
| Таллінн (4)             | 2:0          | Вапрус (Вяндра) (2)            |
| 8 жовтня 2020           |              |                                |
| Вапрус (Пярну) (2)      | 0:1          | Таммека (Тарту)                |
| 13 жовтня 2020          |              |                                |
| Нимме Калью             | 4:0          | Піраая (Таллінн) (4)           |
| 14 жовтня 2020          |              |                                |
| Естон Вілла (5)         | 1:1 пен. 4:3 | Волта (Пих'я-Таллінн) (4)      |
| 21 жовтня 2020          |              |                                |
| Садам (Пярну) (РЛ)      | -:+          | Ярве (Кохтла-Ярве) (2)         |
| 12 листопада 2020       |              |                                |
| Пих'я-Сакала (4)        | -:+          | Флора                          |

## 1/8 фіналу
| Команда 1               | Рахунок      | Команда 2              |
| ----------------------- | ------------ | ---------------------- |
| 20 жовтня 2020          |              |                        |
| Хелл Хант (5)           | 0:4          | Калев (Таллінн)        |
| 21 жовтня 2020          |              |                        |
| Компаній (Мяр'ямаа) (5) | 0:15         | Таммека (Тарту)        |
| Таллінн (4)             | 0:3          | ФКІ Левадія            |
| 28 жовтня 2020          |              |                        |
| Нимме Калью             | 3:0          | Легіон (Таллінн)       |
| Естон Вілла (5)         | 0:2          | Маарду (2)             |
| 4 листопада 2020        |              |                        |
| Пайде                   | 2:2 пен. 2:3 | Тулевік                |
| 14 листопада 2020       |              |                        |
| Транс (Нарва)           | 3:0          | Ярве (Кохтла-Ярве) (2) |
| 23 січня 2021           |              |                        |
| Курессааре              | 0:4          | Флора                  |

## 1/4 фіналу
| Команда 1       | Рахунок | Команда 2       |
| --------------- | ------- | --------------- |
| 9 березня 2021  |         |                 |
| Флора           | 2:1     | Таммека (Тарту) |
| 10 березня 2021 |         |                 |
| ФКІ Левадія     | 2:0     | Маарду (2)      |
| Транс (Нарва)   | 2:1     | Калев (Таллінн) |
| 25 березня 2021 |         |                 |
| Нимме Калью     | 1:2 дч  | Тулевік         |

## 1/2 фіналу
| Команда 1      | Рахунок | Команда 2     |
| -------------- | ------- | ------------- |
| 11 травня 2021 |         |               |
| Флора          | 2:1     | Транс (Нарва) |
| 12 травня 2021 |         |               |
| Тулевік        | 0:2     | ФКІ Левадія   |

## Фінал
| 22 травня 2021 19:30 (EEST) |

| ФКІ Левадія | 1:0      | Флора |
| ----------- | -------- | ----- |
| Кірсс 70'   | Протокол |       |

| А. Ле Кок Арена, Таллінн Глядачів: 0 Арбітр: Юрі Фрішер |